# Duncan Gregg
Duncan Smith Gregg, född 28 februari 1910 i Lamar, död 14 februari 1989 i Berkeley, var en amerikansk roddare.
Gregg blev olympisk guldmedaljör i åtta med styrman vid sommarspelen 1932 i Los Angeles.